# Усеинкенди
Усеинкенди (груз. უსეინქენდი, азерб. Hüseynkənd) — село в подчинении сельской административно-территориальной единицы Карабулахи Дманисского муниципалитета, края Квемо-Картли республики Грузия со 100 %-ным азербайджанским населением. Находится в юго-восточной части Грузии, на территории исторической области Борчалы.

## История
Название села упоминается в исторических документах 1701 года. Среди местного населения распространено также второе название села - Сойунчай (азерб. Söyünçay).

### Топоним
Топоним села Усеинкенди (азерб. Hüseynkənd) в переводе с азербайджанского языка на русский язык означает «Село Гусейна».

## География
Село находится на Гомаретинском плато, в 25 км от районного центра Дманиси, на высоте 1380 метров от уровня моря.
Граничит с селами Муздулари, Земо-Саламалейки, Сафигле, Мамишлари, Аха, Земо-Карабулахи, Шихлы, Квемо-Карабулахи, Гедагдаги, Саджа, Кизыладжло, Карабулахи, Ипнари, Бахчалари, Дагарухло, Ормашени, Кариани, Согутло, Пантиани, Велиспири, Ганахлеба, Саркинети, Диди-Гомарети, Патара-Гомарети, Мамула, Пичвебисхеви и Лайла Дманисского Муниципалитета.

## Население
По данным Государственного статистического комитета Грузии, согласно официальной переписи 2002 года, численность населения села Усеинкенди составляет 135 человек и на 100 % состоит из азербайджанцев.

## Экономика
Население в основном занимается овцеводством, скотоводством и овощеводством.

## Достопримечательности
- Средняя школа[7][12]
- Муниципалитет[13]